# Calliandropsis nervosus
Calliandropsis es un género monotípico de árbol perteneciente a la familia de las fabáceas.  Su única especie: Calliandropsis nervosus, es originaria de  México, donde se encuentra en el Estado de Oaxaca en el Municipio de	Santiago Chazumba.

## Taxonomía
Calliandropsis nervosus fue descrita por (Britton & Rose) H.M.Hern. & P.Guinet y publicado en  Kew Bulletin 45(4): 609. 1990.
Sinonimia
- Anneslia nervosa Britton & Rose	basónimo
- Desmanthus nervosus (Britton & Rose) Rudd[3]